# Linke Opposition der KPD
Als Linke Opposition der KPD (Bolschewiki-Leninisten), Sektion der Internationalen Linken Opposition (LO), organisierten sich die deutschen Parteigänger von Leo Trotzki  in der  Kommunistischen Partei Deutschlands von Ende der 1920er Jahre bis Oktober/November 1933, als sie im Rahmen ihrer politischen Neuorientierung den Namen Internationale Kommunisten Deutschlands annahmen. 
Die Organisation konstituierte sich formell im März 1930 durch die Vereinigung einer Minderheitsströmung des Leninbundes um Anton Grylewicz mit einer Restgruppe der Weddinger Opposition um Kurt Landau. Die Linke Opposition kämpfte für eine Reform der Partei, vor allem dafür, dass die KPD aktiv auf alle anderen Organisationen der Arbeiterbewegung, vor allem die Sozialdemokratische Partei Deutschlands zugehen sollte, um die Verteidigung gegen den faschistischen Terror gemeinsam zu organisieren, d. h. für eine Politik der Einheitsfront. Damit grenzte sie sich vom Leninbund um Hugo Urbahns ab, der die KPD in ihren Augen voreilig und verfrüht abgeschrieben hatte und schon Jahre vor der Kapitulation der deutschen Arbeiterbewegung vor dem Nationalsozialismus die Bildung einer neuen kommunistischen Partei anstrebte. 
Die Linke Opposition gab zunächst die Zeitung Der Kommunist, dann nach der Abspaltung der Gruppe um Kurt Landau die Wochenzeitung Permanente Revolution heraus, deren erste Nummer im Juli 1931 erschien. Die Auflage lag bei etwa 5.000 Exemplaren. (Im Exil wurde Permanente Revolution dann von der Zeitschrift Unser Wort abgelöst, die bis 1941 in 104 Nummern erschien. In den ersten Jahren der Hitler-Diktatur konnten die trotzkistischen Gruppen in Deutschland 1500 bis 2000 Exemplare der anfangs als Halbmonatsschrift, später zeitweise sogar als Wochenzeitung erschienenen Publikation im Untergrund verbreiten.) Vor 1933 erzielten von der Linken Opposition herausgegebene Schriften Leo Trotzkis vergleichsweise hohe Verkaufszahlen, so wurden 1931/32 innerhalb eines Jahres 67.000 Broschüren abgesetzt, darunter Gegen den National-Kommunismus, Wie wird der Nationalsozialismus geschlagen? und Soll der Faschismus wirklich siegen?
Hochburgen der Linken Opposition lagen in Bruchsal, Oranienburg und Dinslaken, wo teilweise komplette Ortsgruppen der KPD sich trotzkistischen Positionen angeschlossen hatten, in diesen Orten gelang es, auf lokaler Ebene eine Einheitsfrontpolitik beispielsweise mit örtlichen Strukturen der SPD und des ADGB zu betreiben.
Bekannte Mitglieder der Linken Opposition waren Erwin Heinz Ackerknecht, Georg Jungclas, Oskar Hippe, Anton Grylewicz, Walter Held, Helmut Schneeweiss, der preußische Landtagsabgeordnete Oskar Seipold, die ehemalige Reichstagsabgeordnete Maria Backenecker, Otto Kilian, Karl Jahnke und Roman Well (welcher sich später als Agent des sowjetischen Geheimdienstes GPU entpuppte). Insgesamt dürften der deutschen Linken Opposition zur Jahreswende 1932/33 zwischen 600 und 1.000 Mitglieder in knapp 50 Orten angehört haben.
Aus der Internationalen Linken Opposition ging im Jahr 1938 die Vierte Internationale hervor.